# Hans-Henning von Quast
Hans-Henning von Quast (* 26. Februar 1885 in Frankfurt (Oder); † 20. Juni 1939 in Vichel) war ein deutscher Rittergutsbesitzer und Politiker.

## Leben
Nach dem Besuch des Gymnasiums in Frankfurt am Main, Paderborn und Frankfurt an der Oder sowie von 1900 bis 1903 der Ritterakademie in Dom Brandenburg verbrachte Hans-Henning von Quast 1903 eine praktische Lehrzeit als Landwirt. Von 1904 bis 1905 studierte er an der Landwirtschaftlichen Hochschule Berlin und der Ruprecht-Karls-Universität Heidelberg. 1904 wurde er Mitglied des Corps Saxo-Borussia Heidelberg. 1907 übernahm der die Bewirtschaftung des Fideikommisses Vichel. Am Ersten Weltkrieg nahm er mit dem Dienstgrad eines Rittmeisters der Reserve als Wirtschaftsoffizier im Westen teil.
Von Quast war Mitglied der Hauptritterschaftsdirektion des Kur- und Neumärkischen Ritterschaftlichen Kreditinstituts in Berlin. Er gehörte dem Kreisausschuss und Kreistag des Kreises Ruppin an. Er war Mitglied des Provinziallandtages für Brandenburg und Bevollmächtigter zum Reichsrat für Brandenburg.
Hans-Henning war der bekannteste Vertreter der Familienlinie von Quast-Vichel und Ehren-Kommendator und Kanzler des Johanniterordens.
Der Gutsbesitzer Hans-Henning von Quast heiratete 1907 auf dem berühmten Adelssitz Schloss Ribbeck seine Ehrengard von Ribbeck (1883–1931). Das Paar hatte zwei Töchter und zwei Söhne. Nachfolger im Gutsbesitz bis zur Bodenreform wurde der älteste Sohn und spätere Bundeswehroffizier Otto-Henning von Quast (1913–1986) auf Vichel und Rohrlack.

## Auszeichnungen
- Eisernes Kreuz II. Klasse
- Rechtsritter des Johanniterordens, nachfolgend Kommendator der Brandenburgischen Genossenschaft